# John Frank Boyd
John Frank Boyd (* 8. August 1853 in Connellsville, Fayette County, Pennsylvania; † 28. Mai 1945 in Los Angeles, Kalifornien) war ein US-amerikanischer Politiker. Zwischen 1907 und 1909 vertrat er den dritten Wahlbezirk des Bundesstaates Nebraska im US-Repräsentantenhaus.

## Werdegang
Im Jahr 1857 zog John Boyd mit seinen Eltern in das Henry County in Illinois. Dort besuchte er die öffentlichen Schulen und danach das Abingdon College. Nach einem anschließenden Jurastudium und seiner 1878 erfolgten Zulassung als Rechtsanwalt begann er in Galva (Illinois) in seinem neuen Beruf zu arbeiten. 1883 zog Boyd nach Oakdale im Antelope County in Nebraska. Zwischen 1888 und 1894 war er dort Bezirksstaatsanwalt. Danach war er von 1900 bis 1907 Richter im neunten juristischen Bezirk von Nebraska. Ab 1901 war er in der Stadt Neligh ansässig.
Boyd wurde Mitglied der Republikanischen Partei. Bei den Kongresswahlen des Jahres 1906 wurde er in das US-Repräsentantenhaus gewählt, wo er am 4. März 1907 die Nachfolge von John McCarthy antrat. Nachdem er bei den Kongresswahlen des Jahres 1908 nicht in seinem Amt bestätigt wurde, konnte John Boyd bis zum 3. März 1909 nur eine Legislaturperiode im Kongress absolvieren. Nach dem Ende seiner Zeit im Kongress zog er sich aus der Politik zurück. Er arbeitete bis 1929 als Rechtsanwalt in Neligh und zog sich dann ganz in den Ruhestand zurück, den er in Los Angeles verbrachte. Dort ist er 1945 auch verstorben.